# 曙町 (臺中市)
曙町為台灣日治時期臺中州臺中市的町，分為六丁目；其最初在1916年公告為通稱町名，在1926年4月1日的町名改正公告中才正式設立，原臺中市大字的臺中改為31個町。曙町通為現今忠孝路（台中路以東部分）。

## 町內設施
一丁目
- 曙公學校（今臺中國小）